# Cratere Schroeter
Schroeter  è un cratere sulla superficie di Marte.